# Heimwehr
Heimwehr (domobranstvo) je bila paravojna formacija u Austriji. Osnovana je nakon kraja l. svjetskog rata kao boračka udruga. Okupljala je pripadnike desnog političkog spektra, od njemačkih nacionalista do monarhista. Heimwehr se uvelike povezivalo s politikom Kršćansko socijalne stranke. Po regionalnoj organizaciji svojih struktura Heimwehr je bio heterogena formacija. 
Zajednička osobina svih članova bio je naglašen antimarksistički stav. Nasuprot njima bili su socijaldemokrati koji su zastupali Linški program. Sve autoritarnija politička samorazumljivost buržoazije i orijentiranje socijaldemokrata marksističkom radničkom pokretu antagoniziralo je dvije strane. Situacija se radikalizirala. 
Kad je izbio socijaldemokratski ustanak u veljači 1934., socijaldemokrati i Republikanski zaštitni savez (Republikanischer Schutzbund) našli su se s jedne, konzervativni Građanski blok koji su činili Heimwehr, kršćanski socijalisti i savezna vlada na drugoj strani. Pobijedila je konzervativna strana.